# سينتل (لعبة فيديو)
لعبة سينتل (بالإنجليزية: Sintel The Game) هي لعبة فيديو مقتبسة من فيلم سينتل تمَّ تصميمها بواسطة برنامج بلندر.